# Crégy-lès-Meaux
Crégy-lès-Meaux település Franciaországban, Seine-et-Marne megyében. Lakosainak száma 5419 fő (2022. január 1.). Crégy-lès-Meaux Chauconin-Neufmontiers, Penchard, Chambry és Meaux községekkel határos.

## Népesség
A település népességének változása:
| Lakosok száma | 4711 | 4721 | 4799 | 4749 | 5145 | 5223 | 5288 | 5354 | 5419 |
|               | 2013 | 2015 | 2016 | 2017 | 2018 | 2019 | 2020 | 2021 | 2022 |